# The Mist
The Mist, también conocida como Stephen King's The Mist (titulada: La niebla en España, Argentina y Chile y Sobre-natural en México) es una película estadounidense de terror inspirada en la novela corta de 1983  La niebla de Stephen King, publicada en la antología Skeleton Crew y en el libro del mismo nombre en la versión hispana.
El filme está escrito y dirigido por Frank Darabont, quien previamente ya había hecho una buena adaptación de otro relato de Stephen King y estaba interesado en llevar La niebla a la pantalla grande desde la década de los 80. Con un elenco formado por Thomas Jane, Marcia Gay Harden, Laurie Holden, Sam Witwer, Toby Jones, Frances Sternhagen y Andre Braugher, Darabont comenzó a filmar La niebla en Shreveport, Louisiana en febrero de 2007. Pero el director modificó el final del filme para lograr más dramatismo en comparación con el de la novela, un cambio logrado en mutuo acuerdo con King. Se intentó dar a las criaturas un aspecto único, sin referencias teratológicas, para distinguirlas de los serializados monstruos de otras películas. La niebla fue estrenada en los Estados Unidos y Canadá el 21 de noviembre de 2007. Y los críticos la catalogaron como una de las más perturbadoras películas de terror y ciencia ficción de la historia.

## Sinopsis
En un pequeño pueblo de Maine, estalla de repente una violenta tormenta que termina tan bruscamente como comenzó. Al día siguiente, de entre las montañas surge una espesa niebla que invade la zona entrando en casas, locales comerciales y cualquier espacio abierto. Al principio el suceso parece inofensivo, pero pronto los habitantes de la zona descubren con horror que hay algo en la niebla, algo que atrapa y mata a todos los que se ven envueltos por su oscuridad.

## Argumento
Tras una violenta y ruidosa tormenta, la comunidad de un pequeño poblado se convierte en el objetivo de un feroz ataque de criaturas que merodean en una niebla fina y antinatural. Rumores locales apuntan a que es ocasionado por un experimento llamado “The Arrowhead Project” o "Proyecto Punta de Flecha" conducido en una base militar cercana, pero las respuestas al origen de la mortal niebla van a segundo plano ya que lo importante para el grupo es aumentar sus oportunidades de sobrevivir. Retirándose a un mercado local, los sobrevivientes deben encararse para lograr unirse en contra de un enemigo que no logran ver.
Un artista comercial David Drayton (Thomas Jane) y su esposa Stephanie (Kelly Collins Lintz) ven avanzar una niebla inusual por el lago que rodea su propiedad. Inmediatamente después de haber terminado con la limpieza ocasionada por la tormenta de anoche, David y su vecino Brent Norton (Andre Braugher), junto con el hijo de David de 5 años de edad Billy (Nathan Gamble), acuden al supermercado local, observando que toda la comunidad local se encuentra ausente de electricidad. Al llegar a la tienda se percatan también de la creciente actividad policíaca en las calles, que también llama la atención de los compradores y del gerente, escena que culmina con Dan Miller (Jeffrey DeMunn) corriendo a la tienda con una hemorragia nasal para alarmar de algo peligroso en la neblina que se aproxima. Viendo cómo la neblina se dirige al estacionamiento y escuchando los gritos de un hombre que no logra entrar al supermercado, los gerentes de la tienda, siguiendo la orden de Miller, les comunican que se sellarán las puertas para que nada pueda entrar al supermercado, el cual es repentinamente sacudido por un fuerte terremoto. Con visibilidad nula hacia afuera del supermercado, y sin saber lo que ocurrió con el hombre que se quedó fuera, empieza a formarse una paranoia. Sin poder convencerla para que se quedase en la tienda, una madre (Melissa McBride) que había dejado solos a sus dos hijos en su casa, se retira por su propia cuenta adentrándose a la niebla, no sin antes pedir ayuda y compañía, mas nadie se la brinda, retirándose molesta.
La duda los ataca, y la señora Carmody (Marcia Gay Harden), una fanática religiosa, sospecha de que lo que ocurre no es nada menos que el Apocalipsis, mientras que otros intentan hallar respuestas al fenómeno que ocurre. Mientras David intenta conseguir una manta para su hijo, escucha algo empujando la puerta en la zona de descarga de los productos del almacén. Sin poder convencer a los mecánicos locales, Myron (David Jensen) y Jim (William Sadler) de lo que David fue testigo, ellos y el embolsador Norm (Chris Owen) abren luego la puerta (un portón) de la zona de descarga, sin escuchar la orden de David para reparar el generador auxiliar. Sin advertencia alguna, unos tentáculos muy extraños, largos y con picos comienzan a atacar a Norm desde afuera del portón, David y Ollie Weeks (Toby Jones) intentan rescatarlo pero debido a la falta de ayuda de Myron y Jim y a la peligrosidad de los tentáculos, estos consiguen llevárselo inmediatamente después de cerrarse la puerta de nuevo. Ahora advertidos de la inminente amenaza de la niebla y sus peligros que se encuentran adentro de ella que puede dañar a las personas de la tienda, David y el asistente a gerente Ollie Weeks tratan de convencer a Norton y a otros escépticos de no ir afuera, pero fracasan. Atando de una soga a la cintura, un hombre se ofrece de voluntario para traer una escopeta del auto de Ambrous Cornell (Buck Taylor), ubicado a unos metros de distancia del supermercado, en el estacionamiento. Con esto, el resto de los clientes logran convencerse de que lo que hay afuera es un peligro debido a que el cuerpo del voluntario es llevado velozmente por la niebla, y al recoger metros de la soga hacia el supermercado, todos logran ver cómo la parte baja del cuerpo del hombre es rasgada, quedando sólo la parte inferior de su cuerpo (de la cintura hasta los pies).
Los clientes del mercado hacen antorchas para defenderse por su cuenta, ya que nuevas criaturas aparecen de la niebla a la medianoche; enormes insectos mutantes voladores y extraños pterodáctilos, quienes acercándose a las ventanas de la tienda, logran romper los vidrios para que más insectos entren. En el ataque mueren dos personas, y un hombre sufre quemaduras ocasionadas por las antorchas que ellos mismos encendieron. Uno de los insectos vuela directo a la señora Carmody, aterriza y luego se aleja de ella sin clavarle su aguijón mortal. Viendo esto como señal divina y prueba de lo que ella cree que pasa, Carmody empieza rápidamente a ganar seguidores ya que los clientes del mercado empiezan a creer que es el fin del mundo y que un sacrificio humano es necesitado para salvarlos de la ira de Dios, formándose así un pequeño culto sectario encabezado por Carmody. Después Amanda Dumfries (Laurie Holden), quien había buscado a Billy, descubre a un amigo, que se había suicidado en el supermercado. Luego Billy le pide a su padre prometerle que las criaturas no los atraparán. Advirtiéndose de un posible escape que un grupo de los encerrados intenta lograr, Carmody posesiona al resto para evitarlo. Para probar si es posible hacer un viaje seguro hacia el auto, David y un grupo de personas se ofrecen de voluntarios para traer medicinas de la farmacia que se encuentra al lado, para el hombre que sufrió quemaduras. Logran llegar a la farmacia y recoger medicinas pero son atacados por unas criaturas arácnidas que matan a dos personas (uno de los dos es el hermano del hombre que sufrió quemaduras), aunque algunos regresan sanos y salvos. Viendo la fallida expedición, los fieles y devotos seguidores de Carmody se vuelven más unidos y fuertes tomando a Jim como uno de sus más devotos seguidores debido al trauma que sufrió al ver la horrible escena en la farmacia.
Billy le implora a su padre de que no lo deje solo haciéndole prometer que seguirían juntos. Después de descubrir a dos soldados del proyecto militar que también se habían suicidado durante la expedición, el soldado restante, Wayne Jessup (Sam Witwer), revela que el origen de la neblina es un proyecto secreto ejecutado por el gobierno. El experimento fue desarrollado por científicos, abrieron un vórtice en el espacio y decidieron ver qué era, pero sin querer abrieron una puerta hacia otro universo. Éste es apuñalado varias veces en el estómago por los seguidores de Carmody, quien dice que debe ser sacrificado y luego es lanzado afuera, siendo rápidamente asesinado por una aracnolangosta (un monstruo hexápodo parecido a una mantis). Listos para irse, un grupo liderado por David es interceptado por la señora Carmody, quien insiste que Billy y Amanda tienen que ser sacrificados. La multitud los rodea y Carmody, a punto de tomarse una botella de leche, es herida y finalmente asesinada por Ollie Weeks, dispersando así a los seguidores de la desquiciada mujer.
El grupo entonces procede con la fuga pensada. Myron y Cornell son atacados por las arañas, Ollie es asesinado por la misma criatura que mató a Wayne y Bud Brown (Robert Treveiler) se salva al correr de regreso a la tienda en medio del pánico, pero David, Amanda, Dan, Irene (Frances Sternhagen) y Billy logran salvarse al subirse al auto.
Conduciendo a través de la neblina, David regresa a su casa para encontrar a su esposa que fue víctima de las arañas grises. Con el corazón roto, él lleva al grupo al sur, viendo al lado de la neblina una criatura gigante con tentáculos y seis piernas, que pasa encima del auto. David sigue conduciendo hasta que finalmente se quedan sin gasolina. Cuando el pequeño Billy se queda dormido, los cuatro adultos se rinden ante su fatal destino y en silencio anuncian que ya no pueden continuar para lograr estar a salvo, debido a que sienten que las criaturas están cada vez más cerca. Con cuatro balas en la pistola y cinco personas en el auto David dispara a Irene, Amanda, Dan, y a su propio hijo Billy, para salvarlos de morir en las garras de las criaturas. Desesperado, con el arma ya sin munición, trata de dispararse y luego decide salir en busca de las criaturas, para que lo devoren. Sin embargo, antes de que esto pueda suceder, David escucha lo que parece ser una criatura grande que se acerca de la niebla, pero se voltea y ve un tanque de guerra, seguido de convoyes militares con supervivientes, entre ellos la mujer que nadie escoltó fuera de la tienda y unos soldados con lanzallamas despejando la niebla y matando a las criaturas con ellas.
Dándose cuenta de que sus acciones fueron en vano y que él y su compañía estaban a tan sólo pocos minutos de ser rescatados, David es abrumado por la desesperación y el remordimiento, y la película termina con él cayendo de rodillas gritando.

## Reparto
- Thomas Jane como David Drayton.
- Laurie Holden como Amanda Dumfries.
- Marcia Gay Harden como Mrs Carmody.
- Frances Sternhagen como Irene Reppler.
- Sam Witwer como Private Jessup.
- Alexa Davalos como Sally.
- Toby Jones como Ollie Weeks.
- Andre Braugher como Brent Norton.
- Jeffrey DeMunn como Dan Miller.
- William Sadler como Jim Grondin.
- Nathan Gamble como Billy Drayton.
- Buck Taylor Ambrose Cornell.
- Chris Owen como Norm.
- Melissa McBride como Mujer.
- Robert C. Treveiler como Bud Brown.
- Andrew Stahl como Mike Hatlen.
- Jackson Hurst como Joe Eagleton.
- Juan Gabriel Pareja como Morales.
- Dodie Brown como Mujer Asustada.
- David Jensen como Myron LeFluer.

## Producción

### Desarrollo
El director Frank Darabont primero leyó la novela de los 80 de Stephen King, The Mist en la antología Dark Forces, y originalmente se mostró interesado en dirigir la adaptación fílmica para su debut como director. Además filmó The Shawshank Redemption, también basada en otra novela de Stephen King. En octubre de 1994, luego de concluir con The Shawshank Redemption, Darabont reiteró su interés en dirigir The Mist. Darabont no lo llevó a cabo de inmediato, como fue con la adaptación fílmica de 1999 de la novela The Green Mile (El pasillo de la muerte) de Stephen King. Darabont eventualmente estableció un contrato para el primer libro (guion) para The Mist con Paramount Pictures, habiendo encargado derechos característicos del film por Stephen King.
 En diciembre de 2004, Darabont contó que había comenzado a escribir una adaptación fílmica para The Mist, y en octubre de 2006, el proyecto pasó de Paramount a Dimension Films, con Darabont deseado como el director del film y el actor Thomas Jane en negociaciones para unirse al elenco.

### Guion
«La historia no trata tanto sobre los monstruos afuera o adentro sino  sobre la gente con la que te encuentras atrapado, tus amigos y vecinos rompiéndose ante la presión.»
Alexandyr Kent, The Times

El director Frank Darabont escogió filmar La niebla después de la filmación de dos dramas, The Shawshank Redemption y The Green Mile porque «quería hacer un film diferente y muy directo». Darabont concibió un nuevo final al trasladar la novela a la pantalla grande. El autor Stephen King alabó el nuevo final de Darabont, describiéndolo como muy perturbador para los estudios. King dijo: «El final es como una sacudida, ¡zas! Es aterrador. Pero la gente que va a ver una película de terror no necesariamente quiere irse con un final estilo Pollyanna.»
En la novela, el personaje David Drayton -quien está casado- tiene una relación sexual con Amanda Dumfries, quien también está casada. Darabont no creyó conveniente mostrar en escena al protagonista teniendo una aventura extramarital. Los personajes en la película, retratados por Thomas Jane y Laurie Holden respectivamente, comparten más una relación emocional. Jane explicó: «Es como que forman una pequeña familia, una especie de familia sustituta, donde está mi hijo y yo soy su padre y ella se convierte en su madre. Nos convertimos en una pequeña unidad que estamos tratando de salir de esta pesadilla juntos». Holden comparó la pesadilla experimentada con la de los refugiados dentro del Superdome de Luisiana en el huracán Katrina.
Se rodó en Estados Unidos.

### Música
La desoladora música final, The Host of Seraphim ("El albergue del Serafín"), es del grupo australiano Dead Can Dance y fue concebida como un himno fúnebre por toda la humanidad.

## Estreno

### Salas de cine
The Mist fue proyectada en el festival de películas ShowEast.

### DVD
La niebla fue lanzada en DVD el 25 de marzo de 2008. La edición de un disco incluye un comentario en audio del escritor/director Frank Darabont, 8 escenas borradas con comentario opcional y una "Conversación con Stephen King y Frank Darabont" como extra. La edicióde buena que la de color), y 5 exclusivas ("Cuando la oscuridad venga: Como se hizo The Mist", "Apuntando o Disparando a la bestia: Escena de disparo 35", "La bestia nos acecha: Una mirada a las criaturas FX", "El horror de todos por "Eso": Efectos visuales (FX) de la niebla", y "Drew Struzan: Apreciación de un artista").

## Ediciones en DVD
| País      | Nombre                                  | Discos                                                                 |
| --------- | --------------------------------------- | ---------------------------------------------------------------------- |
| USA       | The Mist                                | 1                                                                      |
| USA       | The Mist (Two-Disc Collector's Edition) | 2                                                                      |
| España    | La niebla                               | 1                                                                      |
| España    | La niebla (edición especial 3 discos)   | 3                                                                      |
| México    | Sobre-natural                           | 1                                                                      |
| Tailandia | The Mist (Ultimate Edition)             | 2 Esta edición incluye una imagen en relieve al estilo de los cuentos. |

## Recepción
En la página web Rotten Tomatoes, The Mist recibió un 70% en el índice de audiencia aprobatorio, basada en 123 reseñas, con un índice de audiencia aproximado de 6.4/10. Sin embargo, sólo recibió un 57% de 28 reseñas en "Crema y nata".

## Adaptación televisiva
En junio de 2017 se estrenó The Mist (serie de televisión) basada en la película y rodada en la provincia canadiense de Nueva Escocia.